# Nikolai Kultáshev
Nikolai Kultáshev ((25)13 de junio de 1874 Narva, Provincia de Livonia — 1948) — fue un químico ruso y soviético, doctor en Química, rector (1918–1919), decano de la Facultad de Física y Matemáticas (1917–1919) de la Universidad Estatal de Perm.

## Biografía

### Periodo de ciudad de Yurev (Tartu) (1874—1916)
Nació en la familia del título nobilitario hereditario.
Se graduó de la escuela secundaria en 1892 en Yurev.
En 1897 defendió su tesis sobre el tema: “Cambio de la capacidad de los granos en minerales durante la fusión” y se graduó de Universidad de Yurev con un título de Licenciado.
En 1916 defendió la tesis “Efecto de la presión sobre las curvas de fusión de las mezclas binarias” y obtuvo un título de máster.

### Periodo de ciudad de Perm (1916-1919)
En 1916 fue mandado a Perm por Ministerio de Educación Pública (antes a una filial de la Universidad de San Petersburgo).
Aquel año 1916 estuvo coordinador del Departamento de Química Inorgánica y Analítica, que fue el origen de dos departamentos más grandes de la futura Universidad de Perm. Ahora es el Departamento de Química Inorgánica y el Departamento de Química Analítica.
Desde el 1 de julio de 1917 fue profesor ordinario de la Universidad Estatal de Perm.
Desde el 3 de octubre de 1917 fue decano de la Facultad de Física y Matemáticas de la Universidad de Perm. El 20 de mayo de 1918 fue elegido de nuevo para aquello puesto, pero tuvo solo 9 días en su puesto que entregó a A.A. Richter.
El 29 de mayo de 1918 fue elegido rector de la Universidad de Perm, pero en verano de 1919 fue excusado por enfermedad y debido a su partida a Tomsk. 
De 1920 a 1923 Nikolai Kultashev fue en la Universidad de Tomsk. Por telegrama, expresó su deseo de continuar el trabajo en la Universidad de Perm, pero nunca regresó a Perm. El 19 de diciembre de 1923 fue despedido oficialmente de la Universidad de Perm.

### Periodo de ciudad de Tomsk (1919—1924)
Desde el 22 de febrero de 1920 fue jefe de laboratorio de química inorgánica en la Universidad Politécnica de Tomsk. Fue profesor en el Departamento de Química Inorgánica, dio clases sobre química inorgánica y física. Al mismo tiempo fue un catedrático del Departamento de Química Inorgánica en la Universidad Estatal de Tomsk y jefe de laboratorio analítico. Además dio las clases para los estudiantes de la Facultad de Física y Matemáticas.

### Periodo de ciudad de Vorónezh (1924—1948)
En 1924 se trasladó a Vorónezh. Allí desde 1932 fue un jefe del Departamento de Química Inorgánica y Física de la Facultad de Pedagogía en la Universidad de Vorónezh. 
En 1928 participó en el V Congreso de Mendeleev, un congreso científico internacional, donde presentó informes sobre estudios experimentales. 
En 1938 Nikolai Kultashev fue arrestado junto con un grupo de profesores de las universidades de Vorónezh por las autoridades de NKVD, el Comisariado del Pueblo para Asuntos Internos, aparentemente por las actividades antisoviéticas. Se le atribuyó a participar en una conspiración antisoviética, sabotaje y actividades contrarrevolucionarias. Quedó un acusado durande 2 años, pasó 16 meses en prisión.
En 1939 fue declarado totalmente inocente por un tribunal militar.
En 1940 recibió un grado de Doctor en Química sin la tesis por su progreso científico en la fisicoquímica. 
Según sus compañeros de Vorónezh, él tenía enorme erudición y dominaba varios idiomas extranjeros.

## Enlaces y fuentes
- V. I. Kosticin, R. A. Oshurkova Kultáshev Nikolai Viktorovich / Profesores de la Universidad Estatal de Perm (1916—2001) / Editor Principal.: V. V. Malanin. Perm: Editorial de la Universidad de Perm, 2001. P. 115—116.
- V. I. Kosticin Nikolai Kultáshev  //V. I. Kosticin Rectores de la Universidad de Perm. 1916—2006. Edición N.º 2 / Editorial de la Universidad de Perm. Perm, 2006. 352 P. P. 32-34.
- Kultáshev Nikolai Viktorovich // Profesores de la Universidad Politécnica de Tomsk: Volumen 1. / Autor A. V. Gagarin. Tomsk: Editorial de literatura científica y técnica, 2000. 300 P. P. 123—124.
- Archivado el 10 de agosto de 2014 en Wayback Machine. Nikolai Kultáshev // La Facultad de Química de la Universidad Estatal de Vorónezh.
- Nikolai Kultáshev // Enciclopedia electrónica de la Universidad Politécnica de Tomsk.

- Datos: Q17494943